# Hieroglyphus daganensis
Hieroglyphus daganensis är en insektsart som beskrevs av Krauss 1877. Hieroglyphus daganensis ingår i släktet Hieroglyphus och familjen gräshoppor. Inga underarter finns listade i Catalogue of Life.

## Bildgalleri

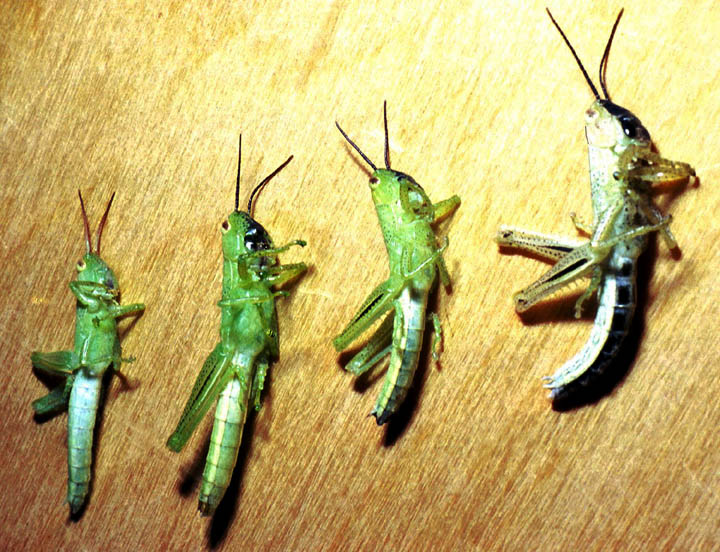
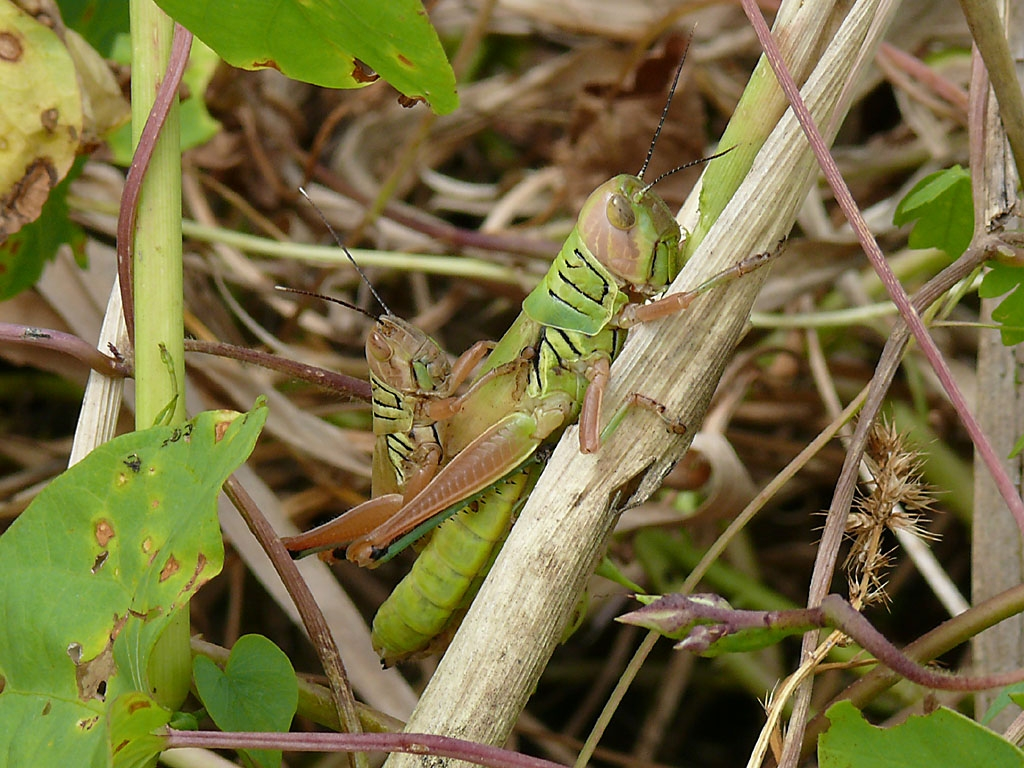